# Ananteris roraima
Espèce
Ananteris roraima est une espèce de scorpions de la famille des Ananteridae.

## Distribution
Cette espèce est endémique du Roraima au Brésil. Elle se rencontre vers l'Ilha de Maracá.

## Description
Le mâle holotype mesure 23,4 mm et la femelle paratype 29,8 mm.

## Systématique et taxinomie
Cette espèce a été décrite par Lourenço et Duhem en 2010.

## Étymologie
Son nom d'espèce lui a été donné en référence au lieu de sa découverte, le Roraima.

## Publication originale
- Lourenço & Duhem, 2010 : « Further considerations on the genus Ananteris Thorell, 1891 (Scorpiones, Buthidae) in Brazilian Amazonia and description of two new species. » Boletín de la Sociedad Entomológica Aragonesa, no 47, p. 33-38 (texte intégral).